# Raketa (lokomotiva)
Lokomotiva Raketa (angleško The Rocket) je parna lokomotiva, ki sta jo zasnovala in izdelala George Stephenson in njegov sin Robert Stephenson. Slavna je postala leta 1829, ko so organizirali tekmovanje, da bi odkrili najboljšo lokomotivo, ki bi pričela voziti na progi Liverpool-Manchester. Raketa je na tekmovanju dosegla ob polni obremenitvi največjo hitrost 46 km/h, po strmem pobočju pa je vlekla potniški vagon s hitrostjo 32 km/h. Lokomotiva je bila tako uspešna na tekmovanju zaradi določenih tehničnih posebnosti, ki jih druge lokomotive še niso imele.

## Sklic
1. ↑  Rocket Arhivirano 2013-10-05 na Wayback Machine. (PDF). Rainhilltrials.com. Pridobljeno 22. avgusta 2012.